# Tu Jedynka
Tu Jedynka – audycja programu pierwszego Polskiego Radia uruchomiona wiosną 1978, według niektórych źródeł 1977 lub wcześniej. Audycja nadawana była w dni powszednie w godzinach popołudniowych i trwała dwie godziny. Emisję zakończono po strajkach w sierpniu 1980. Program prowadził między innymi Jacek Kalabiński.

## Charakter audycji
Audycje przeznaczone były głównie dla młodszych słuchaczy i realizowane w dynamiczny, atrakcyjny sposób. W warstwie merytorycznej były wypełnione materiałami zgodnymi z socjalistyczną propagandą sukcesu: chwalono tryumfy socjalistycznego kraju oraz piętnowano negatywne zjawiska w społeczeństwach zachodnich, takie jak np. bezrobocie i warunki pracy prowadzące pracowników do strajków. Magnesem przyciągającym słuchaczy miała być nadawana w trakcie zachodnia muzyka rozrywkowa. Z początku podstawę audycji stanowiły mini-felietony, prezentowane językiem obliczonym na najmniej wykształconych słuchaczy, a treść miała raczej budzić określone emocje niż skłaniać do intelektualnych przemyśleń. Styl ten z biegiem czasu przekształcono: wydłużono elementy publicystyczne, wprowadzono wywiady z ekspertami i dostosowano poziom programu do ludzi wykształconych. Słuchalność audycji kształtowała się w granicach 46% a od 2 do 5% słuchaczy słuchało jej codziennie. Wiarygodność informacji z zagranicy uznawało 58% jej słuchaczy.

## Audycja w kulturze
Dżingle z programu i przykładowy felieton pojawiają się w filmie Wolny strzelec. 